# Pretty Ricky
Pretty Ricky ist eine US-amerikanische R&B-/Hip-Hop-Band aus Miami. Sie bestand ursprünglich aus den drei Brüdern Corey „Slick’em“ Mathis, Diamond Blue „Baby Blue“ Smith und „Spectacular“ Blue Smith, die als Rapper auftreten, und dem Sänger Marcus „Pleasure“ Cooper.

## Geschichte
Bereits ab 1997 waren die Drei als Jungenband mit Namen „Maverix“ unter Führung ihres Vaters Joseph „Bluestar“ Smith unterwegs und hatten in Florida erste Erfolge. Mit einem Plattenvertrag bei Atlantic Records und dem Wechsel zum Bandnamen „Pretty Ricky“ und ergänzt um den ebenfalls aus Miami stammenden Sänger Marcus Cooper starteten sie dann Ende 2004 eine landesweite Karriere. Ihre erste Single Grind with Me erschien im April 2005 und war sofort ein Top-10-Hit in den Billboard-Charts. Das folgende Album Bluestars war ebenfalls ein großer Erfolg und verkaufte sich über 800.000 Mal, obwohl es eher mittelmäßige Kritiken bekam. Auch in Großbritannien konnten sie mit ihrem Debüt Fuß fassen. Anfang 2007 folgte dann der zweite Streich und diesmal sprang das zweite Album Late Night Special direkt auf Platz 1 der Billboard 200. Und auch die Single On the Hotline erreichte wieder höhere Chartregionen. Gleichzeitig wurde auch ihre Karriere weiter international ausgebaut und im Frühjahr 2007 gingen Pretty Ricky auch auf dem deutschsprachigen Musikmarkt an den Start. Kurz darauf kam es aber zum Bruch in der Band. Cooper startete unter dem Künstlernamen Pleasure P eine Solokarriere, ersetzt wurde er durch Christopher Myers alias 4Play.

## Diskografie

### Alben
| Jahr | Titel              | Höchstplatzierung, Gesamtwochen, AuszeichnungChartplatzierungen (Jahr, Titel, Platzierungen, Wochen, Auszeichnungen, Anmerkungen) | Höchstplatzierung, Gesamtwochen, AuszeichnungChartplatzierungen (Jahr, Titel, Platzierungen, Wochen, Auszeichnungen, Anmerkungen) | Höchstplatzierung, Gesamtwochen, AuszeichnungChartplatzierungen (Jahr, Titel, Platzierungen, Wochen, Auszeichnungen, Anmerkungen) | Höchstplatzierung, Gesamtwochen, AuszeichnungChartplatzierungen (Jahr, Titel, Platzierungen, Wochen, Auszeichnungen, Anmerkungen) | Höchstplatzierung, Gesamtwochen, AuszeichnungChartplatzierungen (Jahr, Titel, Platzierungen, Wochen, Auszeichnungen, Anmerkungen) | Anmerkungen                             |
| Jahr | Titel              | DE | AT | CH | UK | US | Anmerkungen                             |
| ---- | ------------------ | --- | --- | --- | --- | --- | --------------------------------------- |
| 2005 | Bluestars          | — | — | — | — | US16 Gold · (35 Wo.)US | Erstveröffentlichung: 17. Mai 2005      |
| 2007 | Late Night Special | — | — | — | — | US1 Gold · (19 Wo.)US | Erstveröffentlichung: 23. Januar 2007   |
| 2009 | Pretty Ricky       | — | — | — | — | US97 (1 Wo.)US | Erstveröffentlichung: 17. November 2009 |

### Singles
| Jahr | Titel Album                                       | Höchstplatzierung, Gesamtwochen, AuszeichnungChartplatzierungen (Jahr, Titel, Album, Platzierungen, Wochen, Auszeichnungen, Anmerkungen) | Höchstplatzierung, Gesamtwochen, AuszeichnungChartplatzierungen (Jahr, Titel, Album, Platzierungen, Wochen, Auszeichnungen, Anmerkungen) | Höchstplatzierung, Gesamtwochen, AuszeichnungChartplatzierungen (Jahr, Titel, Album, Platzierungen, Wochen, Auszeichnungen, Anmerkungen) | Höchstplatzierung, Gesamtwochen, AuszeichnungChartplatzierungen (Jahr, Titel, Album, Platzierungen, Wochen, Auszeichnungen, Anmerkungen) | Höchstplatzierung, Gesamtwochen, AuszeichnungChartplatzierungen (Jahr, Titel, Album, Platzierungen, Wochen, Auszeichnungen, Anmerkungen) | Anmerkungen                                     |
| Jahr | Titel Album                                       | DE | AT | CH | UK | US | Anmerkungen                                     |
| ---- | ------------------------------------------------- | --- | --- | --- | --- | --- | ----------------------------------------------- |
| 2005 | Grind with Me Bluestars                           | — | — | — | UK26 Silber · (6 Wo.)UK | US7 Gold + Platin (Mastertone) · (22 Wo.)US                                                                                              | Erstveröffentlichung: 8. April 2005             |
| 2005 | Your Body Bluestars                               | — | — | — | UK37 (2 Wo.)UK | US12 Gold · (20 Wo.)US | Erstveröffentlichung: 15. Juni 2005             |
| 2006 | On the Hotline Late Night Special                 | — | — | — | — | US12 Platin (Mastertone) · (19 Wo.)US | Erstveröffentlichung: 9. November 2006          |
| 2007 | (I Wanna See You) Push It Baby Late Night Special | DE67 (4 Wo.)DE | — | — | — | — | Erstveröffentlichung: März 2007 feat. Sean Paul |

Weitere Singles
- 2015: Puddles (feat. Baby Blue, Spectacular, Slickem & Pleasure P)

## Auszeichnungen für Musikverkäufe
| Platin-Schallplatte - Neuseeland - 2021: für die Single Grind with Me - 2023: für das Album Bluestars |

Anmerkung: Auszeichnungen in Ländern aus den Charttabellen bzw. Chartboxen sind in ebendiesen zu finden.
| Land/RegionAuszeichnungen für Musikverkäufe (Land/Region, Auszeichnungen, Verkäufe, Quellen) | Silber  | Gold     | Platin     | Verkäufe  | Quellen              |
| -------------------------------------------------------------------------------------------- | ------- | -------- | ---------- | --------- | -------------------- |
| Neuseeland (RMNZ)                                                                            | —       | —        | 2× Platin2 | 45.000    | radioscope.co.nz NZ2 |
| Vereinigte Staaten (RIAA)                                                                    | —       | 4× Gold4 | 2× Platin2 | 4.000.000 | riaa.com             |
| Vereinigtes Königreich (BPI)                                                                 | Silber1 | —        | —          | 200.000   | bpi.co.uk            |
| Insgesamt                                                                                    | Silber1 | 4× Gold4 | 4× Platin4 |           |                      |